# Tramway d'Eupatoria
Le tramway d'Eupatoria est le réseau de tramways de la ville d'Eupatoria, ville portuaire de la république autonome de Crimée. Le réseau est composé de quatre lignes, dont la première a été mise en service en 1914.

## Galerie

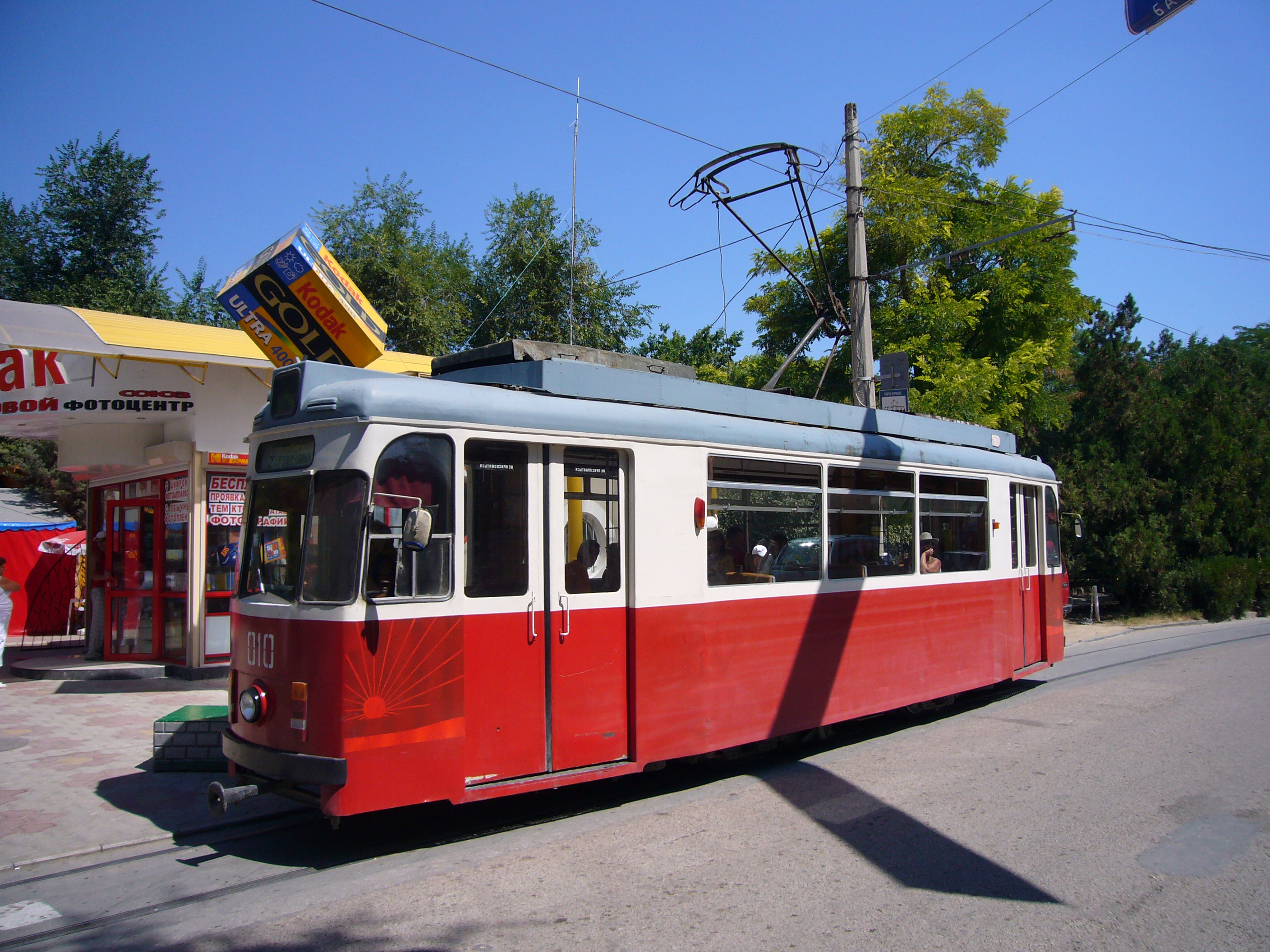
Une rame du tramway d'Eupatoria
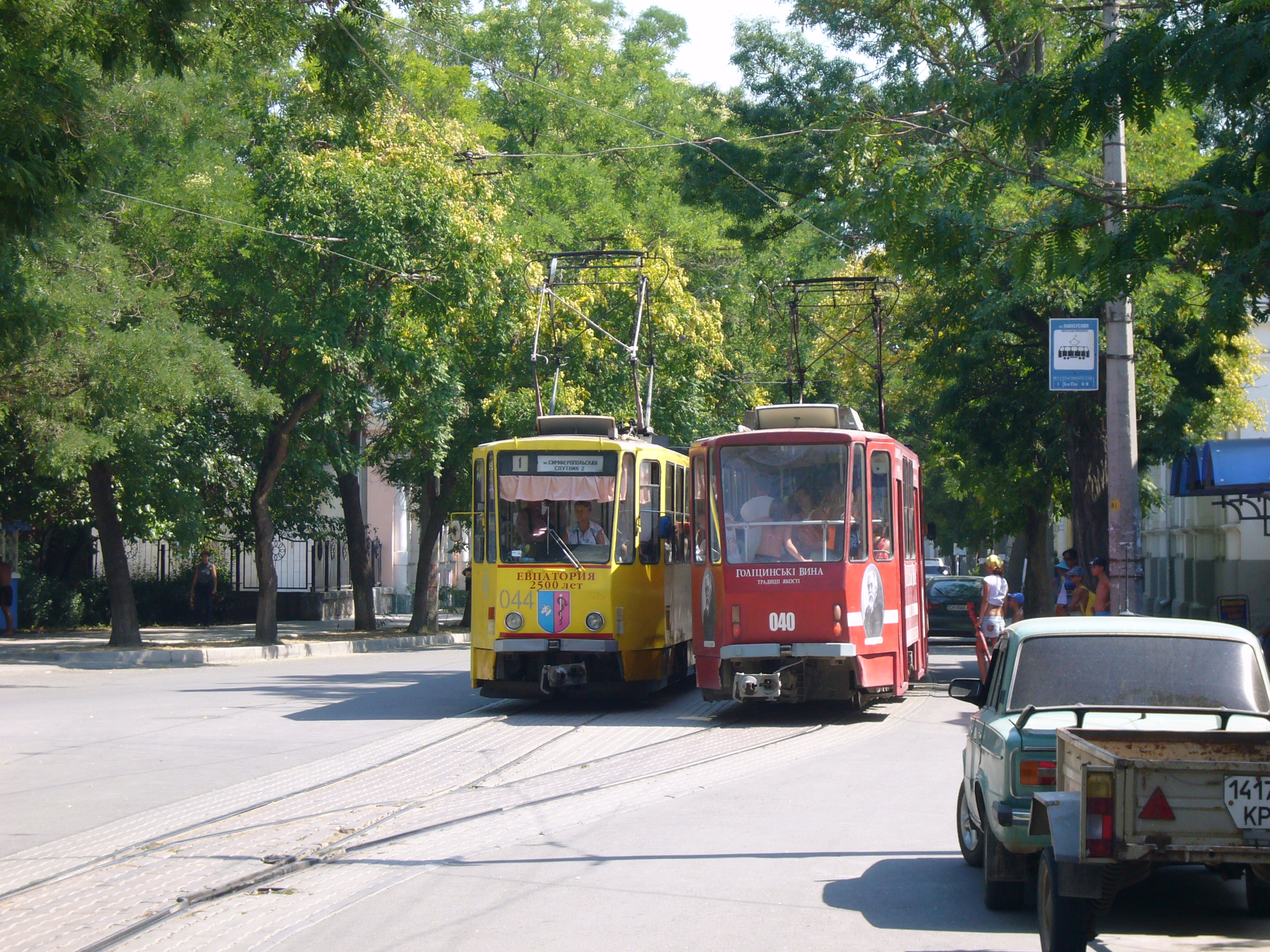
Deux trams Tatra KT4 à l'arrêt
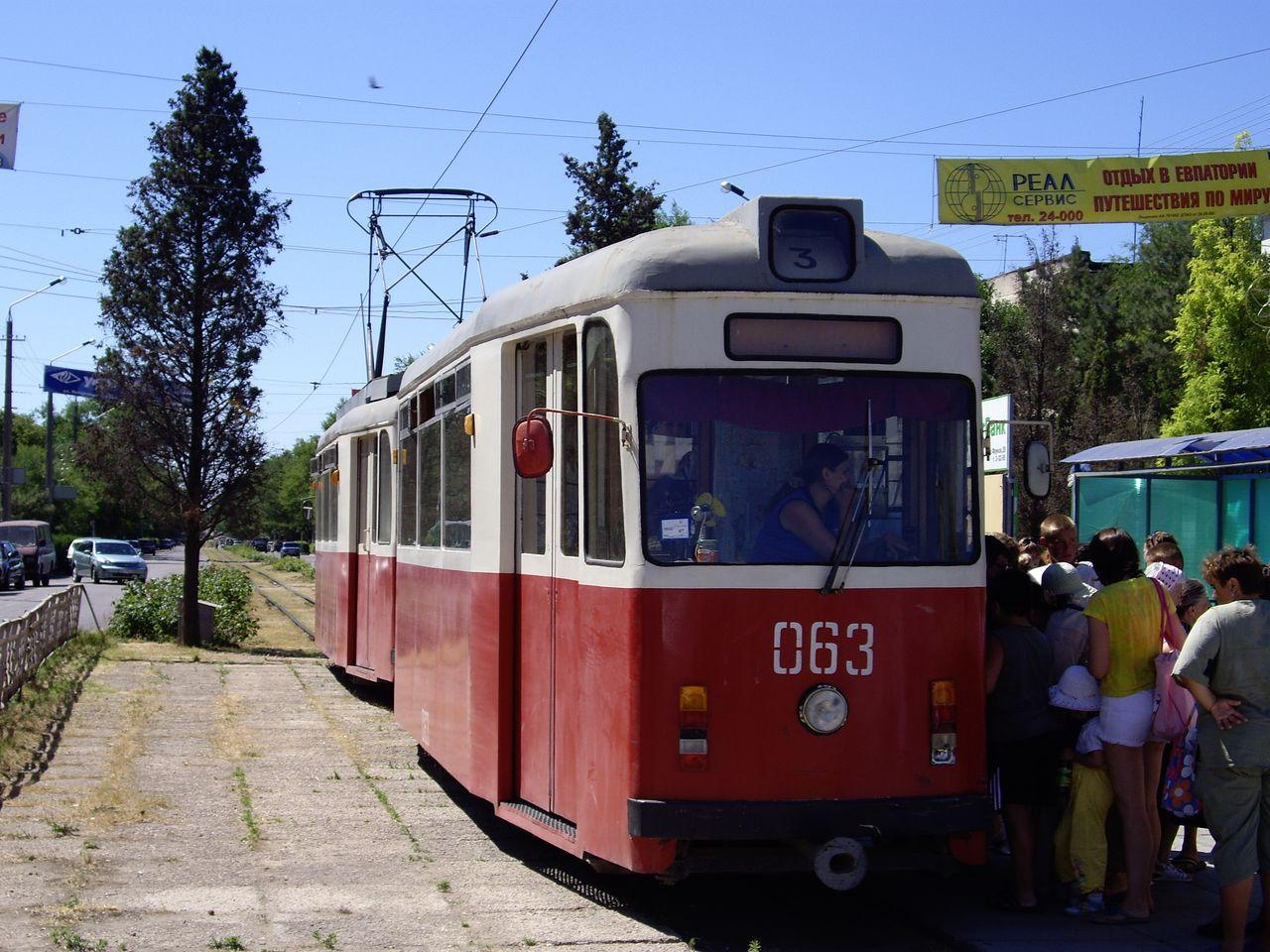
Tramway Gotha T57 (ligne 3)
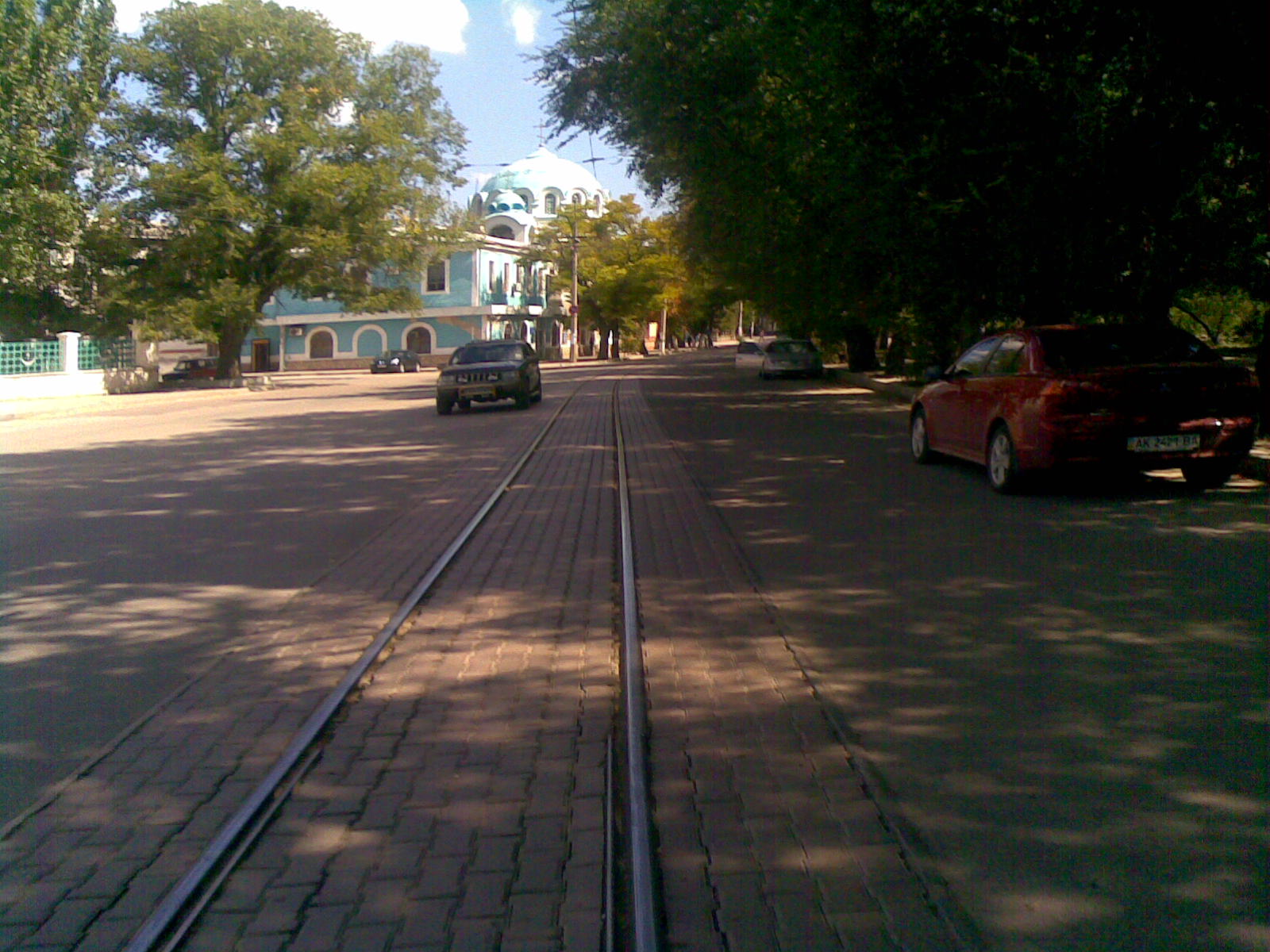
La totalité du réseau est à voie unique
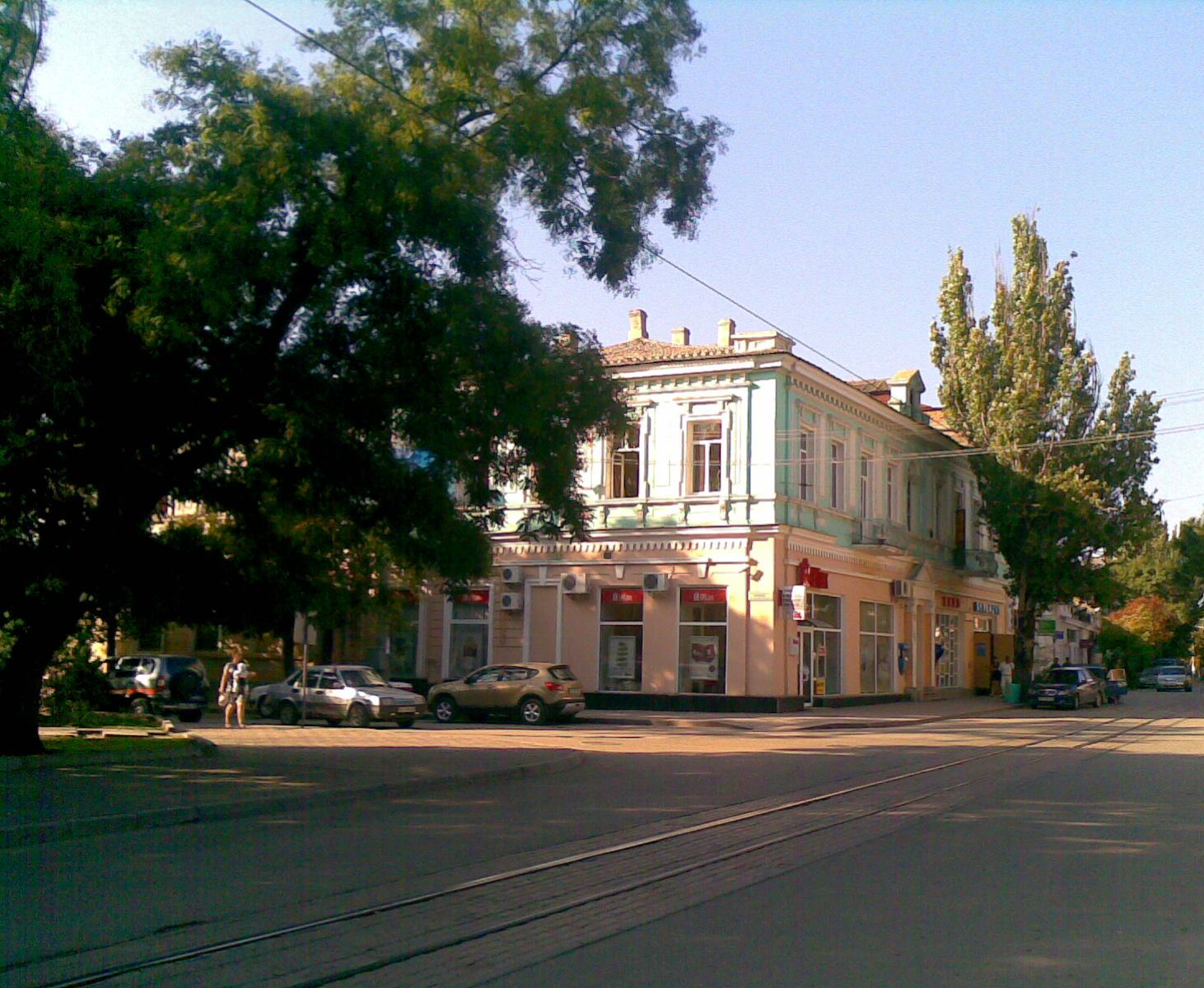
Ligne à voie unique du réseau
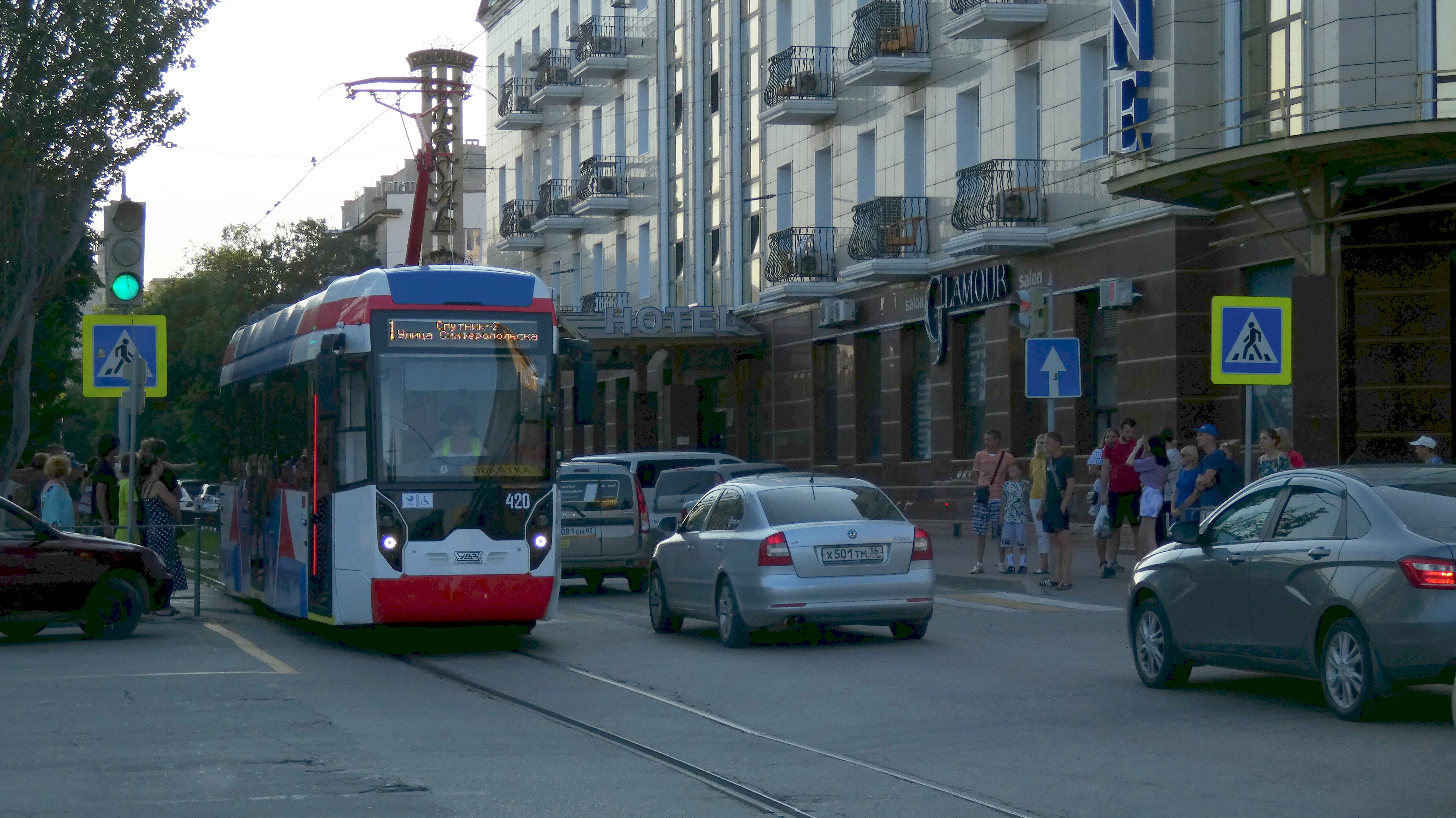
Les tramways les plus récents à Evpatoria ont été livrés en 2021. Modèle 71-411.